# Navaluenga (kommunhuvudort)
Navaluenga är en kommunhuvudort i Spanien.   Den ligger i provinsen Provincia de Ávila och regionen Kastilien och Leon, i den centrala delen av landet, 90 km väster om huvudstaden Madrid. Navaluenga ligger 764 meter över havet och antalet invånare är 2 118.
Terrängen runt Navaluenga är kuperad åt nordväst, men åt sydost är den bergig. Navaluenga ligger nere i en dal. Runt Navaluenga är det ganska glesbefolkat, med 29 invånare per kvadratkilometer. Närmaste större samhälle är Sotillo de la Adrada, 17,0 km sydost om Navaluenga. 